# Montaigu (Aisne)
Pour les articles homonymes, voir Montaigu.
Montaigu est une commune française située dans le département de l'Aisne, en région Hauts-de-France.

## Géographie
- 1Carte dynamique
- 2Carte OpenStreetMap
- 3Carte topographique
- 4Carte avec les communes environnantes

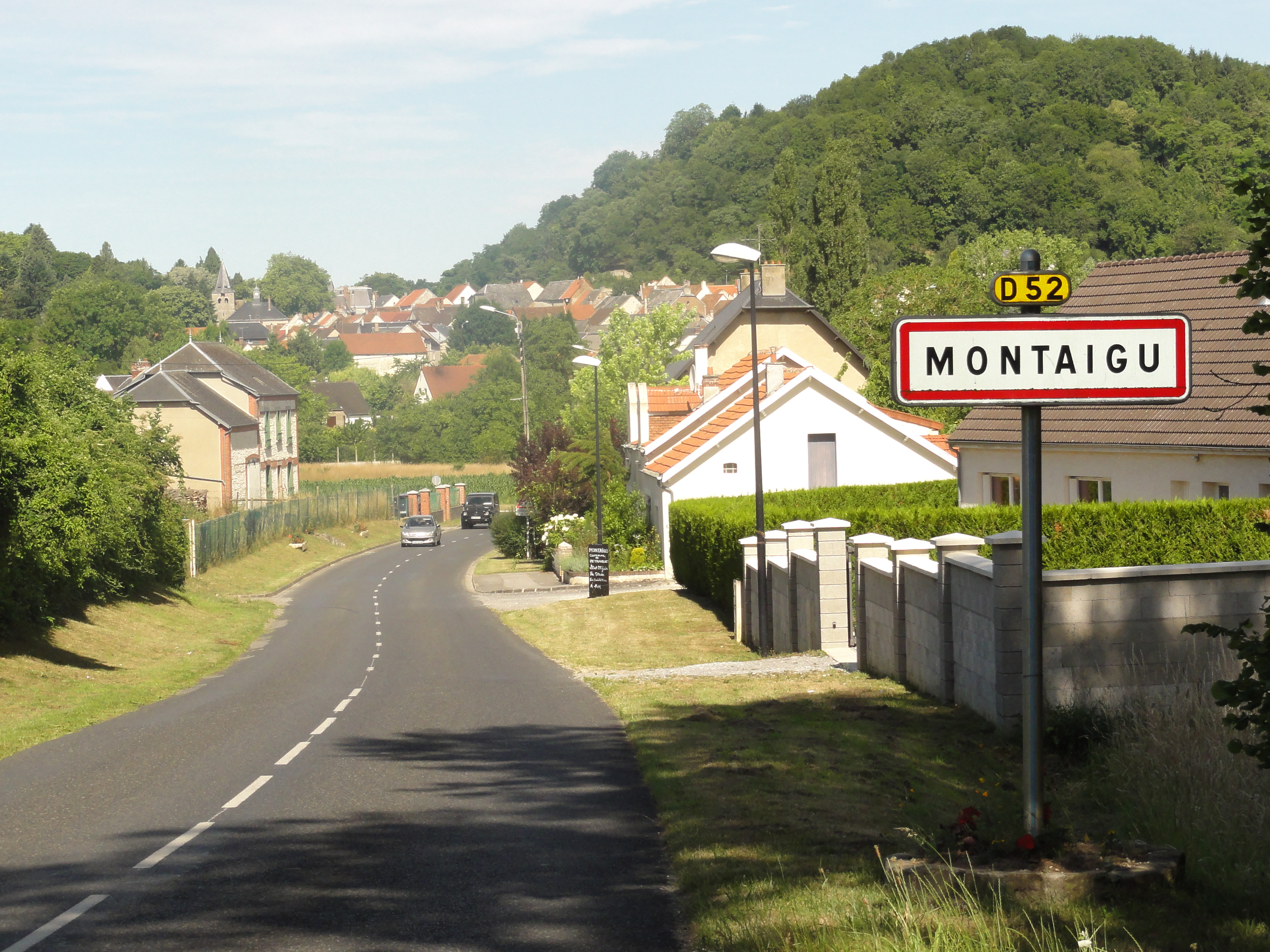
Entrée de Montaigu.
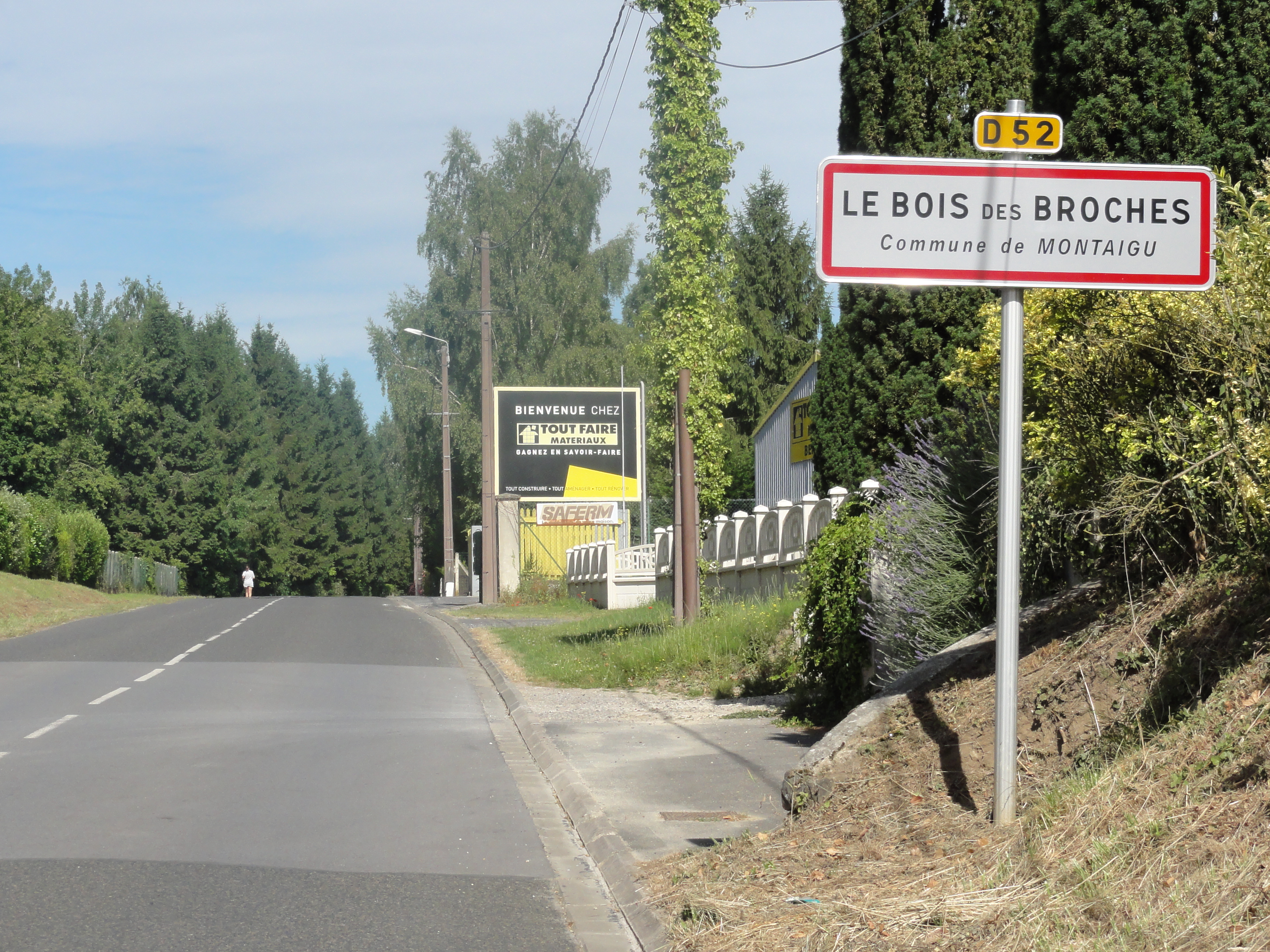
Entrée du hameau du Bois des Broches.

### Hydrographie
La commune est située dans le bassin Seine-Normandie. Elle est drainée par le cours d'eau 01 de la commune de Marchais,.

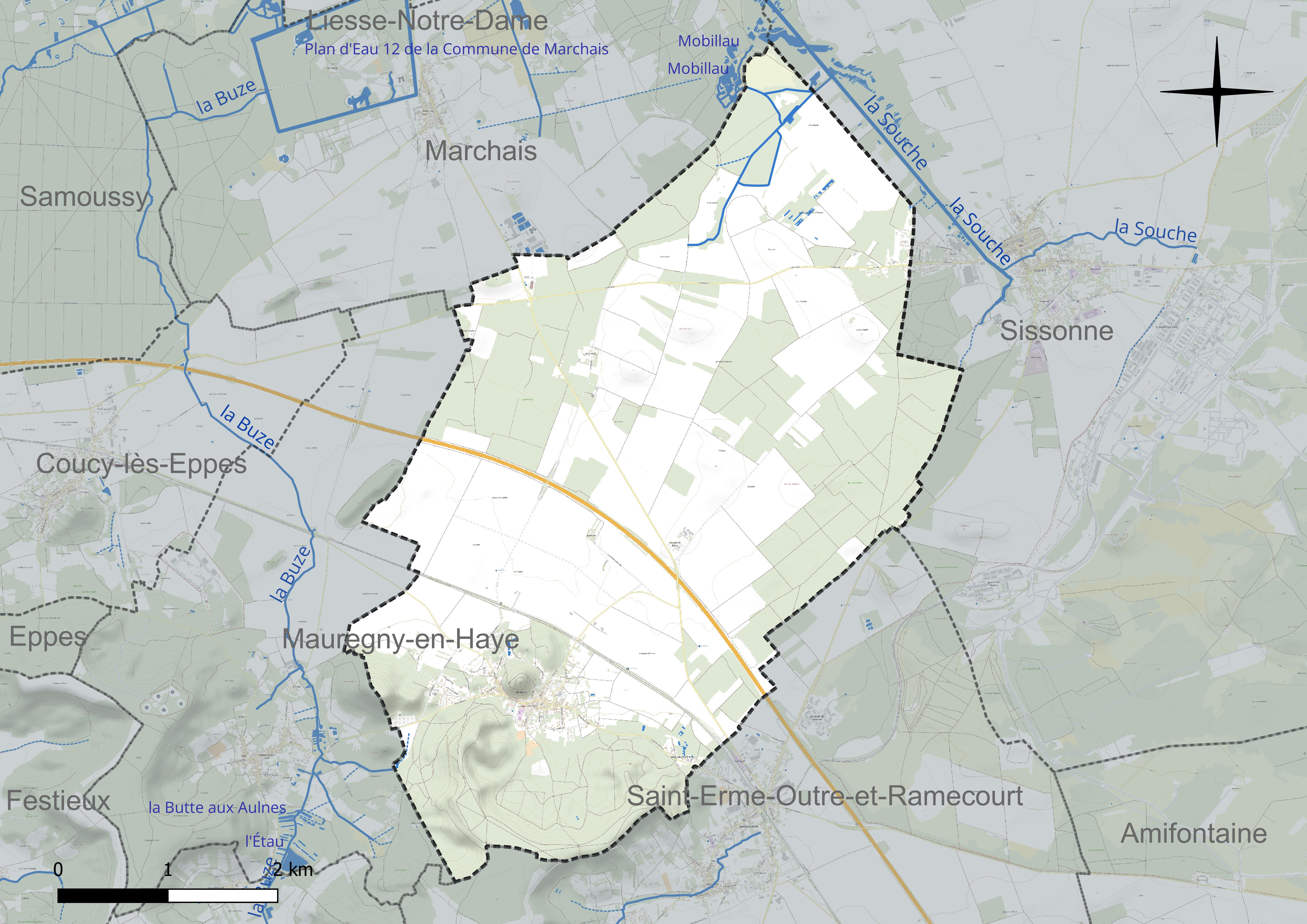
Réseau hydrographique de Montaigu.

### Climat
Pour des articles plus généraux, voir Climat des Hauts-de-France et Climat de l'Aisne.
En 2010, le climat de la commune est de type climat des marges montargnardes, selon une étude du CNRS s'appuyant sur une série de données couvrant la période 1971-2000. En 2020, Météo-France publie une typologie des climats de la France métropolitaine dans laquelle la commune est exposée à un climat océanique altéré et est dans la région climatique Nord-est du bassin Parisien, caractérisée par un ensoleillement médiocre, une pluviométrie moyenne régulièrement répartie au cours de l'année et un hiver froid (3 °C).
Pour la période 1971-2000, la température annuelle moyenne est de 10,4 °C, avec une amplitude thermique annuelle de 15,7 °C. Le cumul annuel moyen de précipitations est de 731 mm, avec 12 jours de précipitations en janvier et 8,3 jours en juillet. Pour la période 1991-2020, la température moyenne annuelle observée sur la station météorologique la plus proche, située sur la commune de Gizy à 8 km à vol d'oiseau, est de 11,0 °C et le cumul annuel moyen de précipitations est de 724,1 mm,. Pour l'avenir, les paramètres climatiques de la commune estimés pour 2050 selon différents scénarios d'émission de gaz à effet de serre sont consultables sur un site dédié publié par Météo-France en novembre 2022.

## Urbanisme

### Typologie
Au 1er janvier 2024, Montaigu est catégorisée commune rurale à habitat dispersé, selon la nouvelle grille communale de densité à 7 niveaux définie par l'Insee en 2022.
Elle est située hors unité urbaine. Par ailleurs la commune fait partie de l'aire d'attraction de Laon, dont elle est une commune de la couronne,. Cette aire, qui regroupe 106 communes, est catégorisée dans les aires de 50 000 à moins de 200 000 habitants,.

### Occupation des sols
L'occupation des sols de la commune, telle qu'elle ressort de la base de données européenne d'occupation biophysique des sols Corine Land Cover (CLC), est marquée par l'importance des territoires agricoles (55,7 % en 2018), une proportion sensiblement équivalente à celle de 1990 (56 %). La répartition détaillée en 2018 est la suivante : 
terres arables (47,5 %), forêts (40,8 %), prairies (6,8 %), zones urbanisées (2,2 %), zones agricoles hétérogènes (1,5 %), milieux à végétation arbustive et/ou herbacée (1,2 %).
L'évolution de l'occupation des sols de la commune et de ses infrastructures peut être observée sur les différentes représentations cartographiques du territoire : la carte de Cassini (XVIIIe siècle), la carte d'état-major (1820-1866) et les cartes ou photos aériennes de l'IGN pour la période actuelle (1950 à aujourd'hui).

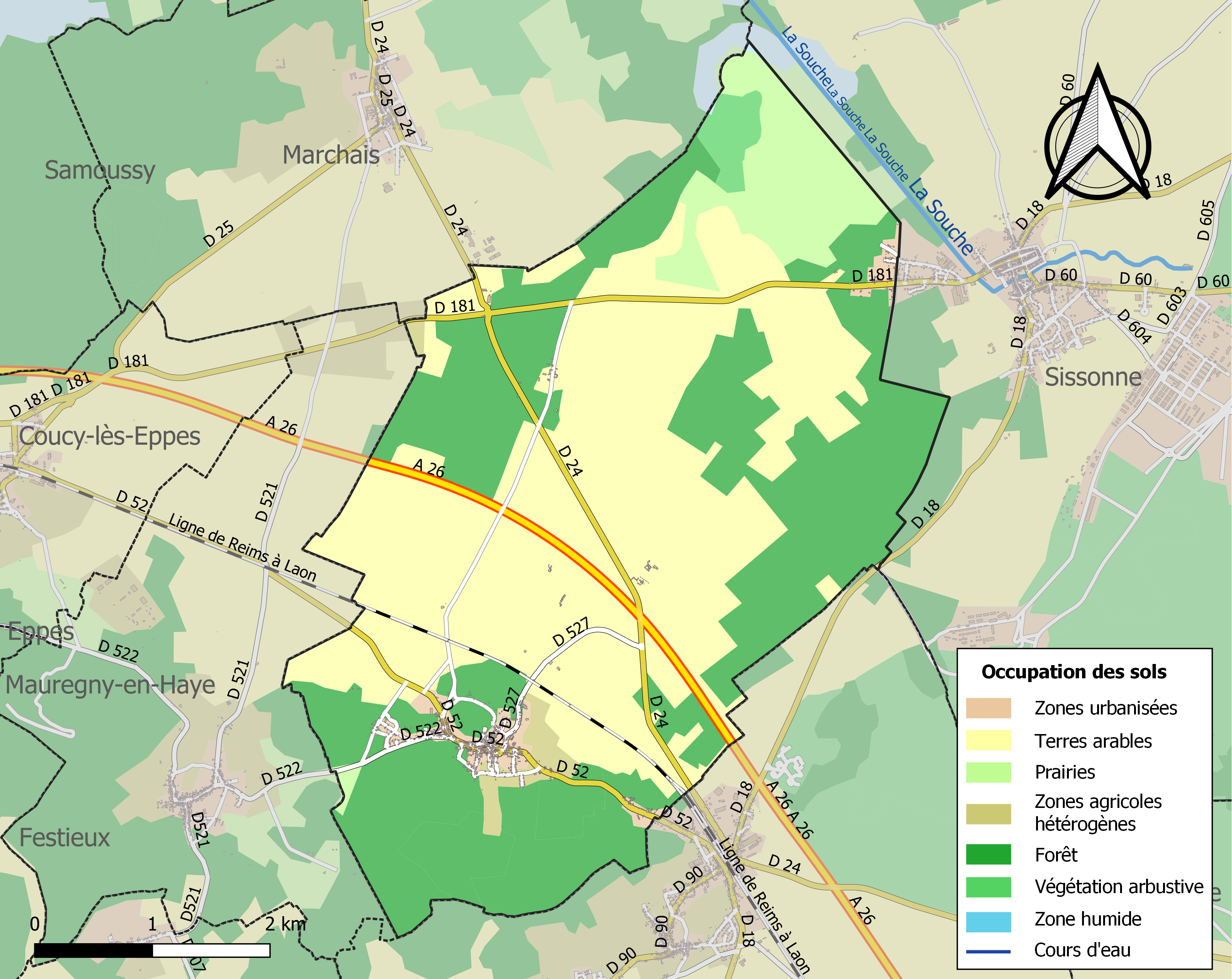
Carte de l'occupation des sols de la commune en 2018 (CLC).

## Toponymie
Le nom de la localité est attesté sous les formes Monsacutus (948) ; Montagut (1309) ; Montagu (1322) ; Montagut-en-Laonnois (1603) ; Montaguz (1641) ; Montaigut (1690) ; Montegu (1695).
Montaigu est issu du latin mons, « mont » et acutus (« aigu »), qui a suivi la même évolution que l'adjectif en français, désignant littéralement un « mont aigu ».

## Histoire
En 1145 est fondé un prieuré dépendant de l'abbaye Saint-Vincent de Laon.
Sous l'Ancien Régime, Montaigu est le chef-lieu d'un doyenné de même nom, dépendant de l'archidiaconé de Laon et du diocèse de Laon.

## Politique et administration

### Découpage territorial
La commune de Montaigu est membre de la communauté de communes de la Champagne Picarde, un établissement public de coopération intercommunale (EPCI) à fiscalité propre créé le 22 décembre 1995 dont le siège est à Saint-Erme-Outre-et-Ramecourt. Ce dernier est par ailleurs membre d'autres groupements intercommunaux.
Sur le plan administratif, elle est rattachée à l'arrondissement de Laon, au département de l'Aisne et à la région Hauts-de-France. Sur le plan électoral, elle dépend du canton de Villeneuve-sur-Aisne pour l'élection des conseillers départementaux, depuis le redécoupage cantonal de 2014 entré en vigueur en 2015, et de la première circonscription de l'Aisne pour les élections législatives, depuis le dernier découpage électoral de 2010.

### Administration municipale
| Période                                  | Période                      | Identité          | Étiquette | Qualité       |
| ---------------------------------------- | ---------------------------- | ----------------- | --------- | ------------- |
| avant 1875                               | après 1876                   | Houille           |           |               |
| Les données manquantes sont à compléter. |                              |                   |           |               |
| avant 1981                               | ?                            | Pierre Lainé      |           |               |
| mars 2001                                | mars 2014                    | Michel Martin     |           |               |
| mars 2014                                | juillet 2020                 | Dominique Fournel | SE        | Fonctionnaire |
| juillet 2020                             | En cours (au 7 juillet 2020) | Caroline Mitouart |           |               |

## Démographie
L'évolution du nombre d'habitants est connue à travers les recensements de la population effectués dans la commune depuis 1793. Pour les communes de moins de 10 000 habitants, une enquête de recensement portant sur toute la population est réalisée tous les cinq ans, les populations de référence des années intermédiaires étant quant à elles estimées par interpolation ou extrapolation. Pour la commune, le premier recensement exhaustif entrant dans le cadre du nouveau dispositif a été réalisé en 2006.

En 2022, la commune comptait 766 habitants, en évolution de +1,46 % par rapport à 2016 (Aisne : −1,97 %, France hors Mayotte : +2,11 %).
| 1793 | 1800 | 1806 | 1821 | 1831 | 1836 | 1841 | 1846 | 1851 |
| ---- | ---- | ---- | ---- | ---- | ---- | ---- | ---- | ---- |
| 550  | 747  | 676  | 808  | 881  | 933  | 921  | 907  | 942  |

| 1856 | 1861 | 1866 | 1872 | 1876 | 1881 | 1886 | 1891 | 1896 |
| ---- | ---- | ---- | ---- | ---- | ---- | ---- | ---- | ---- |
| 970  | 954  | 915  | 810  | 844  | 770  | 819  | 768  | 754  |

| 1901 | 1906 | 1911 | 1921 | 1926 | 1931 | 1936 | 1946 | 1954 |
| ---- | ---- | ---- | ---- | ---- | ---- | ---- | ---- | ---- |
| 719  | 723  | 690  | 579  | 691  | 664  | 665  | 600  | 592  |

| 1962 | 1968 | 1975 | 1982 | 1990 | 1999 | 2006 | 2011 | 2016 |
| ---- | ---- | ---- | ---- | ---- | ---- | ---- | ---- | ---- |
| 602  | 557  | 589  | 650  | 673  | 671  | 695  | 749  | 755  |

| 2021 | 2022 | - | - | - | - | - | - | - |
| ---- | ---- | - | - | - | - | - | - | - |
| 764  | 766  | - | - | - | - | - | - | - |

## Culture locale et patrimoine

### Lieux et monuments
- Église Saint-Pierre-et-Saint-Paul, monument historique, avec son statuaire.
- Cimetière militaire allemand de Montaigu.
  - Cimetière militaire allemand no 1.
  - Cimetière militaire allemand no 2.
- Monument aux morts par l'architecte Eugène Dourcy et par le sculpteurEugène Durassier[26].
- Calvaires.
- Vestiges d'un château cité au Xe siècle et rasé en 1441[27].

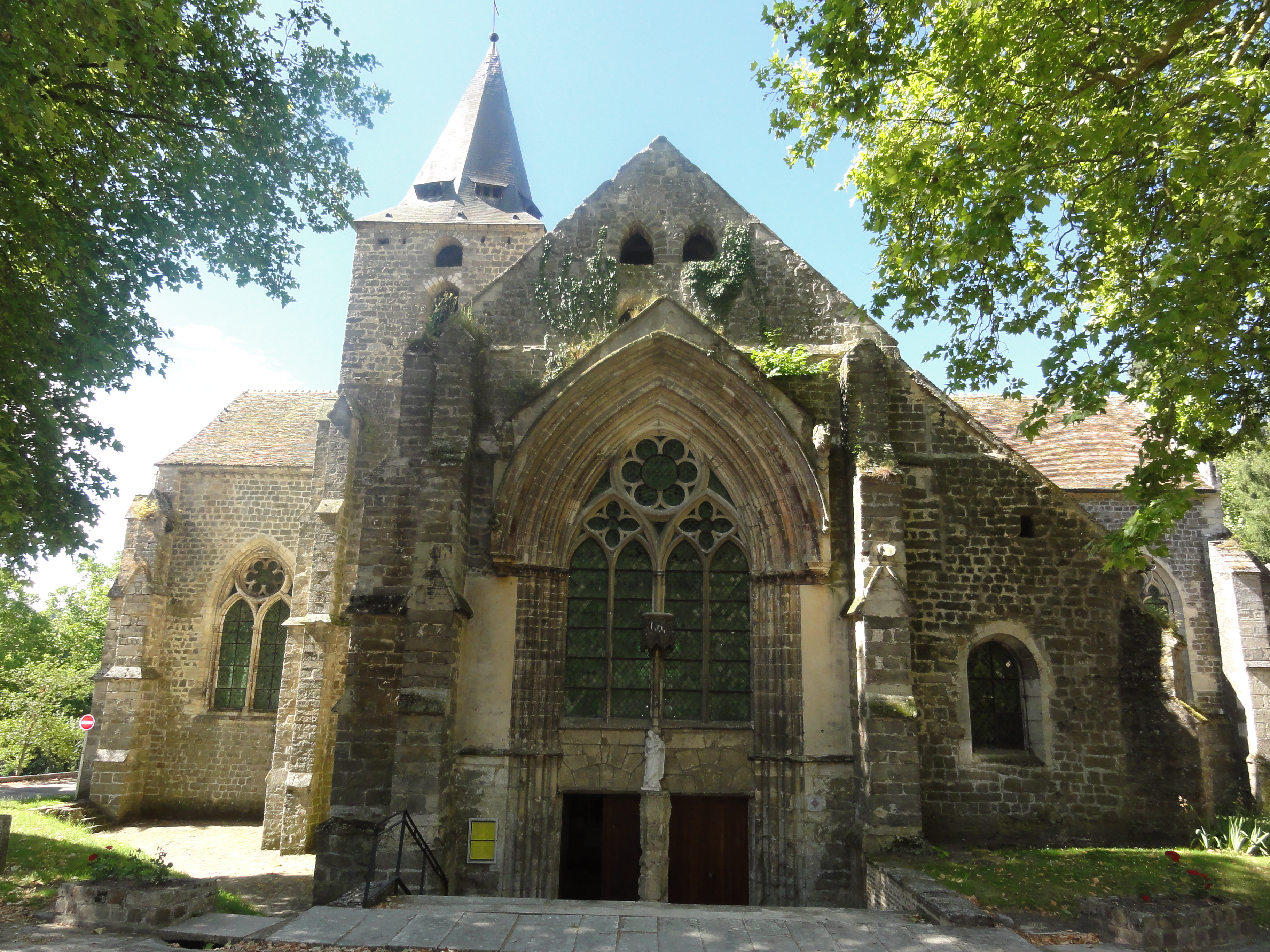
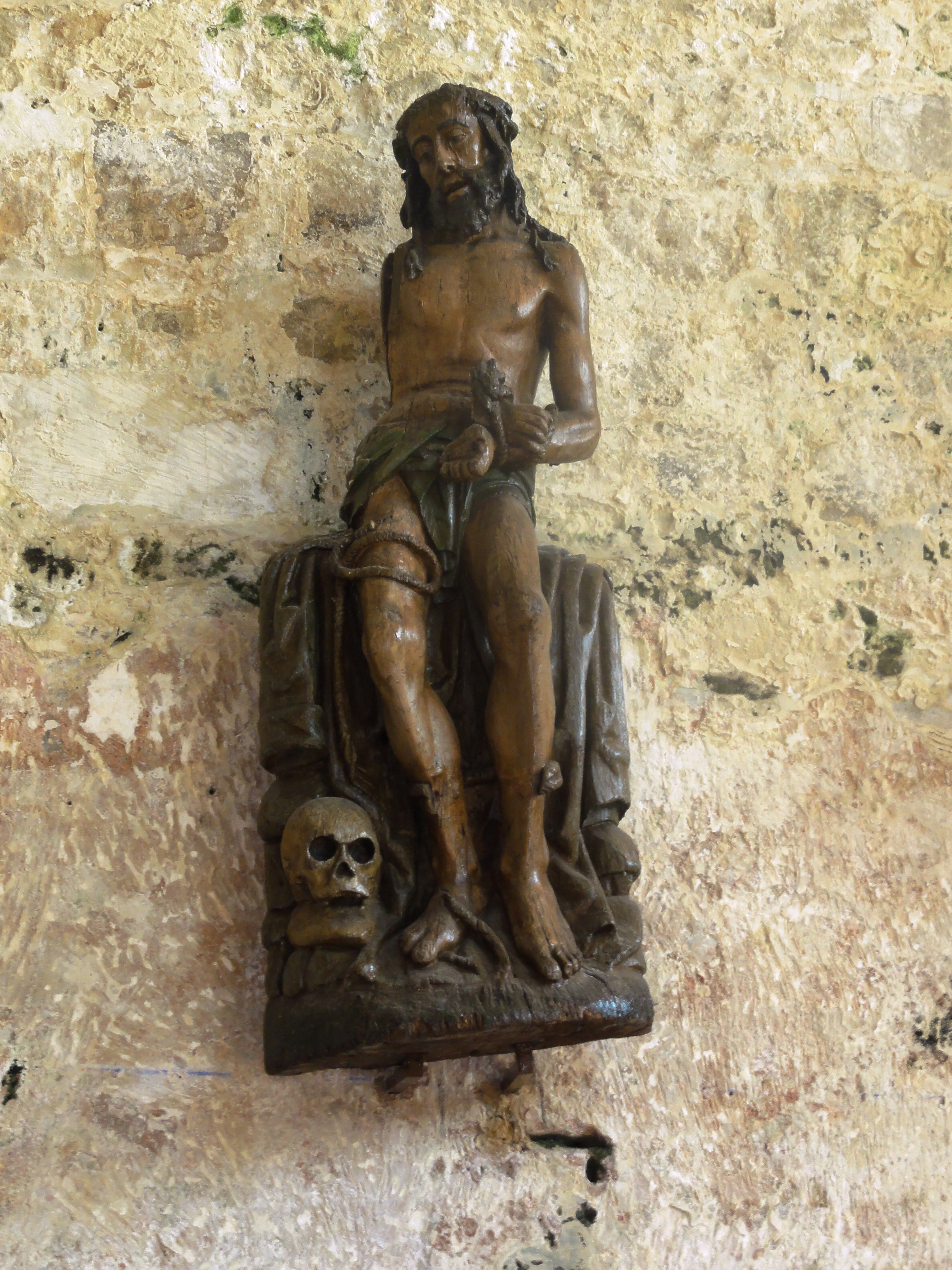
Église, statue Christ aux liens.
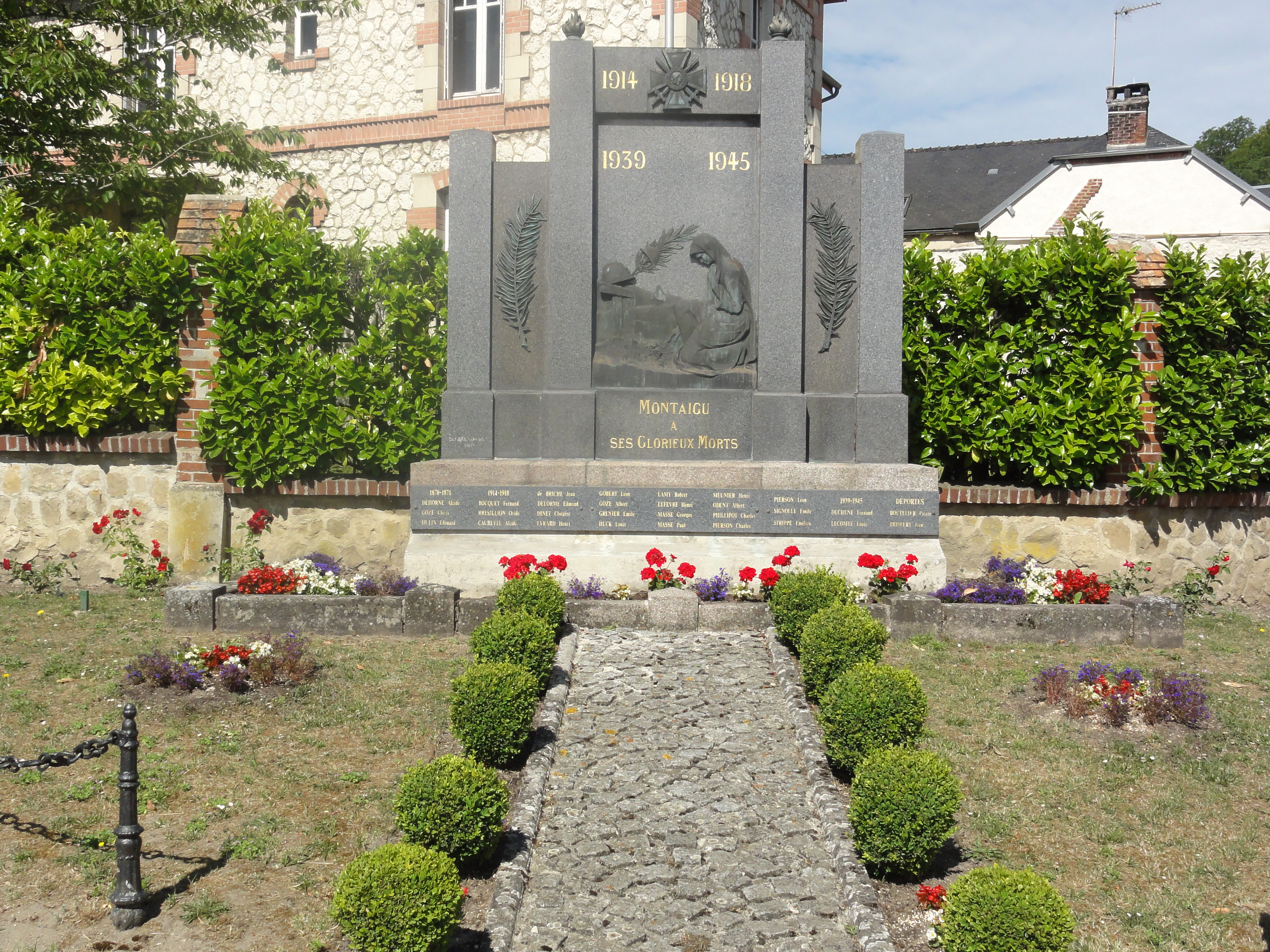
Monument aux morts.
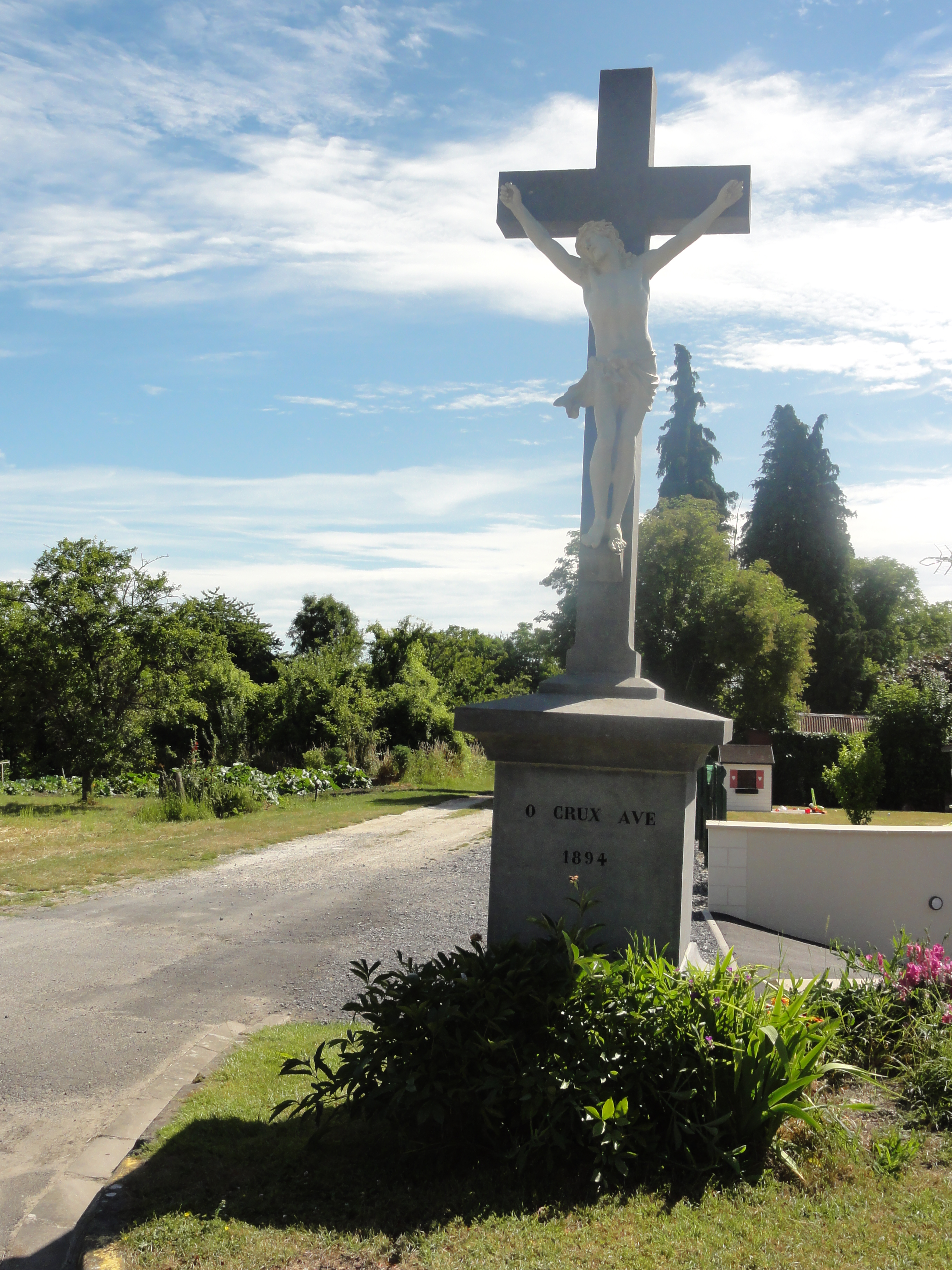
Un des calvaires.
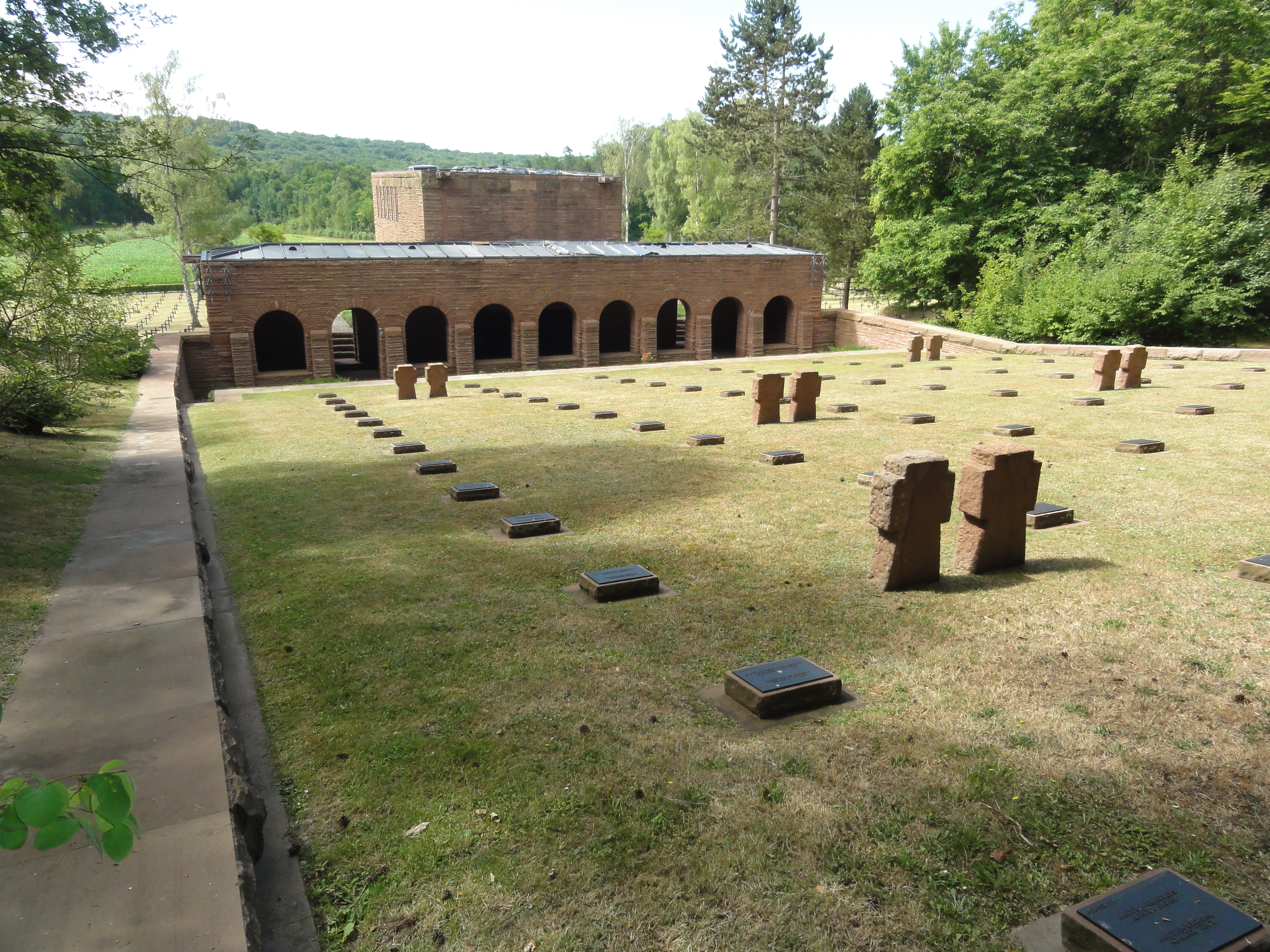
Cimetière militaire allemand Montaigu I.
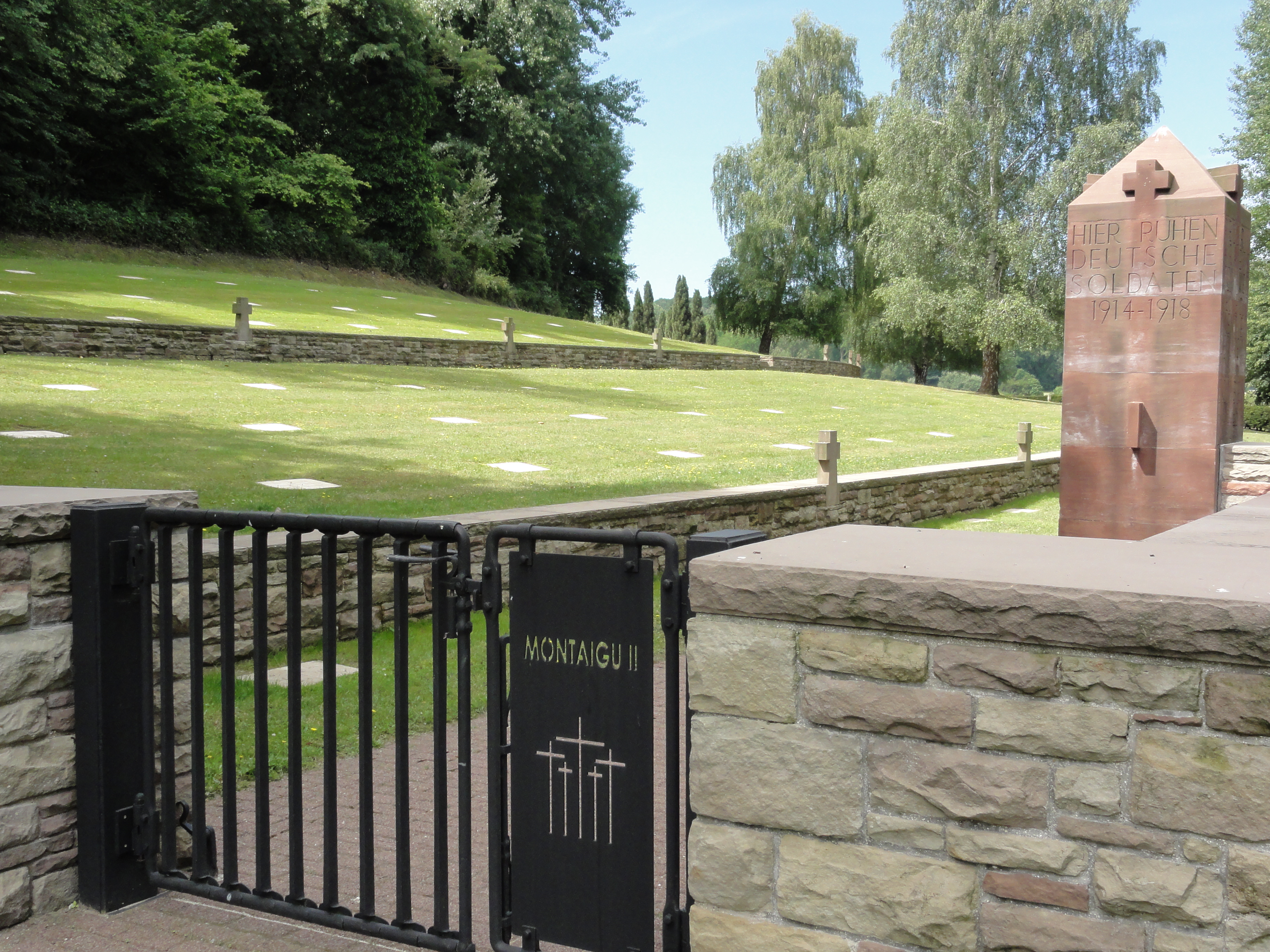
Cimetière militaire allemand Montaigu II.

### Héraldique
| Blason de Montaigu | Blason  | D'azur à la tour d'argent posée sur des rochers d'or ; au chef d'argent chargé de la lettre capitale M de gueules. Ornements extérieursCroix de guerre 1914-1918 |
| Blason de Montaigu | Détails | Le statut officiel du blason reste à déterminer. |